# Naučit se učit němčinu
Naučit se učit němčinu (v originálu německy: Deutsch Lehren Lernen, ve zkratce DLL) je program dalšího vzdělávání učitelů němčiny jako cizího jazyka, který nabízí instituce Goethe-Institut v Mnichově a jeho regionální instituty na celém světě. Vzhledem ke svému cíli se primárně využívá v kurzech dalšího vzdělávání, současně se však na mnoha univerzitách stal součástí vzdělávání učitelů němčiny jako cizího jazyka.

## Historie
Počátky programu DLL sahají do roku 2010, kdy Goethe-Institut nechal z odborného hlediska posoudit vlastní nabídky dalšího vzdělávání posledních 20 let, a to s ohledem na aktuální stav didaktického výzkumu, odborného výzkumu i na potenciál digitálních médií. Na základě odborného posudku byla pověřena expertní skupina složená ze zástupců Goethe-Institutu a univerzit v Bochumi, Darmstadtu, Gießenu a Jeně, aby vytvořila nový vzdělávací program a současně se podílela na vývoji a vypracování příslušných materiálů. Pilotní fáze prvních modulů začala na celém světě na podzim 2012. V roce 2016 se již nabízelo šest tematických modulů, které představují základní balíček vzdělávacího programu: První dva moduly se soustředí na hlavní aktéry výuky, vyučující (1) a žáky/studenty (2), modul 3 se zabývá němčinou coby médiem a cílem výuky. Základní řada dále zahrnuje moduly Interakce jako předpoklad jazykového jednání (4), Materiály a média (5) a Osnovy a plánování výuky (6). Od roku 2018 zahrnuje program DLL celkem 12 tematických modulů.

## Vědecký přístup a struktura
Program DLL se soustředí na vyučující a jejich představy o výuce. V tomto rámci platí hlavní zásada, že vše musí mít důslednou souvislost s výukou, což umožňuje učitelům v různých situacích vyjádřit vlastní pohled na výuku a učení. Tuto zásadu podporuje rovněž velké množství krátkých videosekvencí z výuky, které slouží jako podnět k dialogu o cizí i vlastní výuce. Stejnému účelu slouží také příslušné úkoly. Všechny úpravy mají současně přispívat k rozvoji dialogického a kooperativního učení, zejména prostřednictvím práce ve dvojicích či v malých skupinách a za pomoci odpovídajících úloh. Hlavním nástrojem tohoto vzdělávání jsou tzv. Projekty výzkumu praxe (Praxiserkundungsprojekt, PEP). Projekty, které byly vyvinuty na základě konceptu akčního výzkumu, mají podporovat zejména reflexivní učení prostřednictvím zkušeností: Cílem tedy není pouze motivovat účastníky k tomu, aby pohlíželi na vlastní a dokumentovanou výuku prizmatem výzkumu, nýbrž je povzbuzovat, aby ve výuce vyzkoušeli nové věci (viz učení založené na výzkumu). Zaměření na výuku, zohledňující osobnost vyučujícího a jeho zkušenosti, staví na didaktických teoriích a odborném didaktickém výzkumu. V příslušných modulech jsou však integrována i klasická témata, jako je například role dovedností nebo gramatika. Daný přístup se zaměřuje na akční a komunikativní výuku cizích jazyků.
Výsledky dosažené na základě zpracovaných modulů lze hodnotit pomocí kreditních bodů podle modelu evropského systému ECTS, což představuje základní podmínku pro certifikaci akreditovanými institucemi. Kurzy DLL se nabízejí formou online kurzů, dále ve formátu kombinovaného studia (blended learning) nebo jako prezenční semináře.

## Využití
Program DLL se využívá v nejrůznějších variantách dalšího vzdělávání na celém světě. Nabízejí ho jednak Goethe-Instituty v rámci kvalifikace učitelů, ale také řada univerzit jako součást vzdělávání budoucích učitelů němčiny jako cizího jazyka. Program DLL se využívá v první řadě pro interní školení učitelů na samotném Goethe-Institutu (tzv. „Grünes Diplom“) a v rámci spolupráce ve vzdělávání ve školství v jednotlivých zemích, kde Goethe-Institut působí. Dosud se proběhlo více než 3000 takových kurzů DLL (stav ke konci února 2020). V rámci řady DLL se online vzdělávacích kurzů Goethe-Institutu dosud zúčastnilo téměř 6000 vyučujících, asi 3500 z nich absolvovalo všech šest základních modulů DLL (stav ke konci srpna 2019). Na těchto kvalifikačních kurzech se podílelo přes 600 školitelů na celém světě (stav k únoru 2020).
Program DLL se dále využívá na univerzitách na základě smluv o spolupráci, a to jak v rámci bakalářských studijních programů, tak v magisterských programech nebo v programech dalšího vzdělávání. Goethe-Institut zatím uzavřel kooperační smlouvy s celkem 48 univerzitami na celém světě.

### Spolupráce DLL s vysokými školami (stav 3. září 2019)
| Č. | Země              | Město                          | Univerzita |
| -- | ----------------- | ------------------------------ | --- |
| 1  | Německo           | Jena                           | Univerzita Friedricha Schillera (Friedrich-Schiller-Universität, FSU)                                                                       |
| 2  | Argentina         | Buenos Aires                   | Národní Misioneská univerzita (Universidad Nacional de Misiones)                                                                            |
| 3  | Bosna-Hercegovina | Tuzla                          | Tuzlaská univerzita (Univerzitet u Tuzli)                                                                                                   |
| 4  | Brazílie          | Salvador da Bahia              | Bahiaská spolková univerzita (Universidade Federal da Bahia)                                                                                |
| 5  | Bulharsko         | Stara Zagora                   | Thrácká univerzita (Trakiyski Universitet)                                                                                                  |
| 6  | Bulharsko         | Sofie                          | Nová bulharská univerzita (Nov balgarski universitet)                                                                                       |
| 7  | Čína              | Kanton                         | Kantonská univerzita zahraničních studií (Guangdong University of Foreign Studies)                                                          |
| 8  | Čína              | Peking                         | Pekingská univerzita mezinárodních studií (Beijing International Studies University, BISU)                                                  |
| 9  | Čína              | Si-an                          | Si-anská univerzita mezinárodních studií (Xi'an International Studies University, XISU)                                                     |
| 10 | Čína              | Chang-čou                      | Če-ťianská univerzita mezinárodních studií (Zhejiang International Studies University, ZISU)                                                |
| 11 | Čína              | Čchung-čching                  | Sečuánská univerzita mezinárodních studií (Sichuan International Studies University, SISU)                                                  |
| 12 | Dánsko            | Haderslev                      | Syddanmarská vysoká škola (University College Syddanmark, UC Syd)                                                                           |
| 13 | Gruzie            | Tbilisi                        | Státní univerzita Ilji Čavčadzeho (Ilias sachelmzipo universiteti)                                                                          |
| 14 | Itálie            | Milán                          | Milánská univerzita (Università degli Studi di Milano Statale)                                                                              |
| 15 | Jižní Korea       | Soul                           | Korejská univerzita zahraničních studií |
| 16 | Makedonie         | Skopje                         | Univerzita svatého Konstantina a Metoděje ve Skopje (Univerzitet „Sv. Kiril i Metodij“ – Skopje)                                            |
| 17 | Rumunsko          | Bukurešť                       | Bukurešťská univerzita (Universitatea di Bucureşti)                                                                                         |
| 18 | Rumunsko          | Constanţa                      | Ovidiova univerzita v Constantě (Universitatea Ovidius din Constanta)                                                                       |
| 19 | Rusko             | Krasnojarsk                    | Státní pedagogická univerzita v Krasnojarsku (Krasnojarskij gosudarstvennyj pedagogičeskij universitet)                                     |
| 20 | Rusko             | Kazaň                          | Kazaňská federální univerzita |
| 21 | Rusko             | Iževsk / Udmurtská republika   | Udmurtská státní univerzita (Udmurtskij gosudarstvennyj universitet)                                                                        |
| 22 | Rusko             | Novosibirsk                    | Novosibiřská státní univerzita |
| 23 | Rusko             | Omsk                           | Omská státní pedagogická univerzita (Omskij gosudarstvennyj pedagogičeskij universitet)                                                     |
| 24 | Rusko             | Abakan / Chakaská republika    | Chakaská státní univerzita (Chakasskij gosudarstvennyj universitet)                                                                         |
| 25 | Rusko             | Ťumeň                          | Ťumeňská státní univerzita (Tjumenskij gosudarstvennyj universitet)                                                                         |
| 26 | Rusko             | Volgograd                      | Volgogradská státní sociálně-pedagogická univerzita (Volgogradskij gosudarstvennyj socialno-pedagogičeskij universitet)                     |
| 27 | Rusko             | Orenburg                       | Orenburská státní univerzita (Orenburgskij gosudarstvennyj universitet)                                                                     |
| 28 | Rusko             | Rostov na Donu                 | Jižní federální univerzita (Južnyj federalnyj universitet)                                                                                  |
| 29 | Rusko             | Saratov                        | Saratovská státní univerzita (Saratovskij gosudarstvennyj universitet)                                                                      |
| 30 | Rusko             | Moskva                         | Moskevská státní univerzita M. V. Lomonosova                                                                                                |
| 31 | Rusko             | Jekatěrinburg                  | Uralská státní pedagogická univerzita (Uralskij gosudarstvennyj pedagogičeskij universitet)                                                 |
| 32 | Rusko             | Nižnij Novgorod                | Nižněnovgorodská státní pedagogická univerzita Kozmy Minina (Nižegorodskij gosudarstvennyj pedagogičeskij universitet imeni Kozmy Minina)   |
| 33 | Rusko             | Archangelsk                    | Severní (Arktická) federální univerzita (Severnyj /Arktičeskij/ federalnyj universitet)                                                     |
| 34 | Rusko             | Saransk / Mordvinská republika | Mordvinský státní pedagogický institut M. Je. Jevsejeva (Mordovskij gosudarstvennyj pedagogičeskij institut imeni M. Je. Jevsejeva)         |
| 35 | Švédsko           | Uppsala                        | Uppsala Universitet |
| 36 | Thajsko           | Bangkok                        | Ramkhamhengova univerzita (Ramkhamhaeng University)                                                                                         |
| 37 | Česká republika   | Opava                          | Slezská univerzita v Opavě |
| 38 | Česká republika   | Ústí nad Labem                 | Univerzita Jana Evangelisty Purkyně v Ústí nad Labem                                                                                        |
| 39 | UK, Wales         | Cardiff                        | Univerzita Cardiff |
| 40 | Ukrajina          | Mariupol                       | Mariupolská státní univerzita (Mariupolskij deržavnij universitet)                                                                          |
| 41 | Ukrajina          | Vinnycja                       | Vinnycká státní pedagogická univerzita (Vinnickij deržavnij pedagogičnij universitet)                                                       |
| 42 | Ukrajina          | Nižyn                          | Nižynská státní univerzita Nikolaje Gogola (Nižinskij deržavnij universitet im. Mikoli Gogolja)                                             |
| 43 | Ukrajina          | Rovno                          | Rovenská státní humanitní univerzita (Rivnenskij deržavnij gumanitarnij universitet)                                                        |
| 44 | Ukrajina          | Kyjev                          | Kyjevská národní univerzita Tarase Ševčenka                                                                                                 |
| 45 | Ukrajina          | Kamenec Podolský               | Národní univerzita Ivana Ohienka v Kamenci Podolském (Kamjanec-Podilskij nacionalnij universitet imeni Ivana Ohienka)                       |
| 46 | Ukrajina          | Záporoží                       | Záporožská národní univerzita (Zaporizskij nacionalnij universitet)                                                                         |
| 47 | Ukrajina          | Ternopil                       | Ternopilská národní pedagogická univerzita Vladimira Gnatjuka (Ternopilskij nacionalnij pedagogičnij universitet imeni Volodimira Gnatjuka) |
| 48 | Ukrajina          | Lvov                           | Lvovská národní univerzita Ivana Franka |

## Výzkum
Teoretické základy programu DLL byly již prezentovány v několika publikacích a program se stal součástí výzkumu pedagogické profese, naopak neexistují téměř žádné empirické poznatky o využití DLL v různých aplikačních scénářích.  Nicméně se ukázalo, že pro účastníky programu jsou náročné zejména Projekty výzkumu praxe (PEP). Počáteční výsledky naznačují, že účastníci oceňují zejména společnou práci na projektu, nicméně velmi problematická může být vzájemná výměna zkušeností mezi účastníky, která vyžaduje intenzivní podporu ze strany školitelů.   Obtíže vznikají především při formulaci vhodné otázky pro výzkum vlastní výuky či při volbě vhodného postupu. Díky analýze dokumentací PEP se podařilo prokázat, že program podporuje proces reflexe vlastní výuky a jednání vyučujícího bez ohledu na kulturní kontext. Současně se ukázalo, že pro účastníky je zejména za začátku školení těžké tematizovat vlastní roli vyučujícího v dokumentacích PEP. 